# Melanoplus jucundus
Melanoplus jucundus är en insektsart som först beskrevs av Scudder, S.H. 1876.  Melanoplus jucundus ingår i släktet Melanoplus och familjen gräshoppor. Inga underarter finns listade i Catalogue of Life.